# Nea Salamina
Nea Salamis Famagusta sau Nea Salamina Famagusta (greacă Νέα Σαλαμίνα Αμμοχώστου) este o echipă de fotbal cipriotă cu sediul în Famagusta. Echipa își dispută meciurile de acasă pe stadionul Stadionul GSE, ce are o capacitate de 5.000 de locuri.